# John French Sloan
Pour les articles homonymes, voir Sloan.
John French Sloan, né à Lock Haven le 2 août 1871 et mort à Hanover (New Hampshire) le 8 septembre 1951, est un peintre, graveur et illustrateur américain.

## Biographie

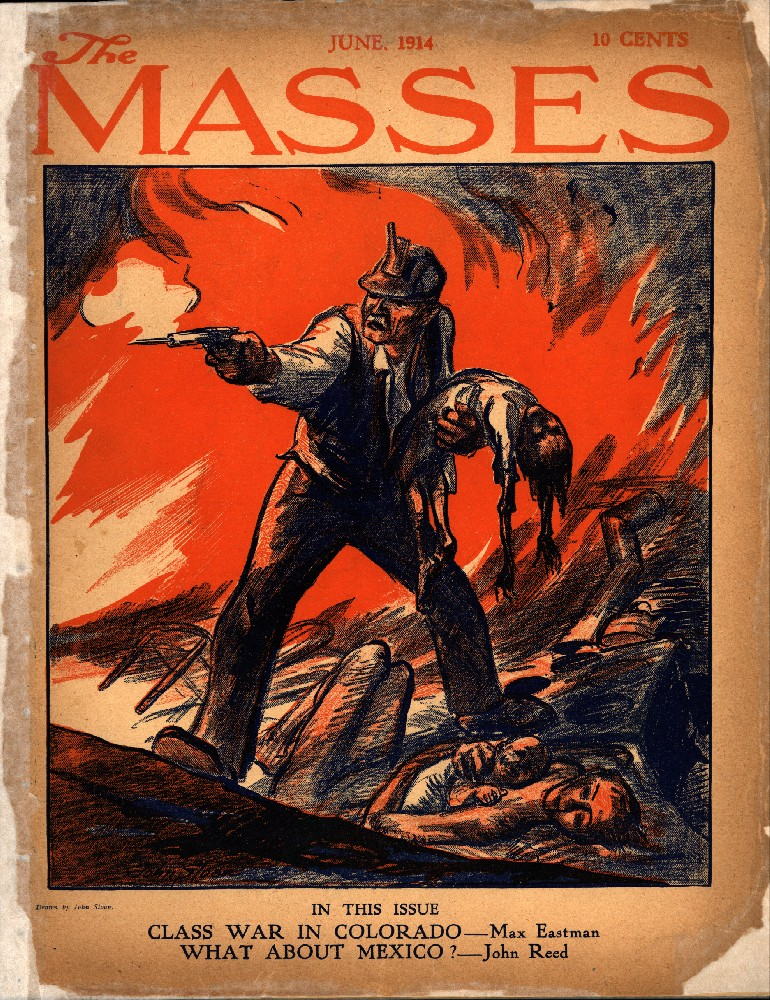
Couverture du magazine The Masses dépeignant le massacre de Ludlow, par John Sloan (1914).

John Sloan devient illustrateur au Philadelphia Inquirer à l'âge de 20 ans. Il assiste aux cours du soir de la Pennsylvania Academy of the Fine Arts, où il rencontre son mentor, Robert Henri, auteur de The Art Spirit. 
Le style de Sloan est profondément influencé par des artistes européens de la fin du XIXe siècle et du début du XXe siècle. Fin connaisseur des œuvres de Van Gogh, Picasso et Matisse, il s'installe dans le quartier new-yorkais de Greenwich Village où il peint notamment McSorley's Bar, Sixth Avenue Elevated at Third Street et Wake of the Ferry. 
En février 1908, il expose aux Macbeth Galleries (Manhattan), avec sept autres peintres, retrouvant ses amis Robert Henri, William Glackens, Everett Shinn, George Luks, et auxquels se joignent Arthur Bowen Davies, Maurice Prendergast, et Ernest Lawson. La presse les surnomment The Eight.
Entre 1911 et 1917, il est l'un des principaux collaborateurs de The Masses.
Vers la fin de sa vie, il peint et travaille à Gloucester (Massachusetts) et Santa Fe (Nouveau-Mexique).
Il présida la Society of Independent Artists de 1918 à sa mort.

## Élèves
- Reginald Marsh[2]